# Honeymoon
Honeymoon é o quarto álbum de estúdio da cantora americana Lana Del Rey. O seu lançamento ocorreu em 18 de setembro de 2015 sob a distribuição da gravadora Universal Music e afiliadas. As canções do CD começaram a ser concebidas em meados de 2014, pouco após a liberação do terceiro disco de originais da artista, Ultraviolence. Inicialmente, a cantora pretendia lançar uma reedição de seu último trabalho, mas editou-o como um novo disco depois de escrever grande parte do material até ao início de 2015. Neste trabalho, a musicista possui maior participação em seu processo criativo, produzindo-o inteiramente com o auxílio de Kieron Menzies e Rick Nowels. Honeymoon foi gravado nos estúdios Electric Lady Studios, em Nova Iorque, e The Green Building, na Califórnia, entre dezembro de 2014 e os meses iniciais de 2015.
Descrito por Del Rey como um disco "retrô-futurístico", Honeymoon deriva de gênero barroco pop com influências de estilos jazz e trap. Liricameente, reflete as emoções e humor de Lana Del Rey à época de sua escrita. Com canções que exploram temas como relacionamentos torturados, amargura, luxúria e, sobretudo, o escapismo e o anti-voyeurismo, é mais surrealista e menos autobiográfico que os lançamentos prévios da cantora. Considerado um dos mais aguardados de 2015, o disco foi recebido com análises predominantemente positivas pelos críticos de musica contemporânea, que elogiaram o seu conteúdo musical eclético e enfatizaram a sua natureza lírica por exibir uma artista "natural" e "autêntica", e descreveram-no como o melhor da carreira de Del Rey.
Comercialmente, obteve resultados positivos, mas extremamente inferiores aos lançamentos anteriores da cantora em razão da ausência de divulgação nos meios de comunicação para além das mídias sociais. Apesar de estrear em primeiro lugar nas tabelas musicais da Irlanda e Austrália, por exemplo, tornou-se o primeiro disco da artista a não registrar o feito em territórios britânico e escocês. Nos Estados Unidos, estreou na vice-liderança da Billboard 200, com mais de 116 mil unidades distribuídas, estabelecendo a segunda melhor semana de vendas de Del Rey em território americano, e conquistou a liderança da tabela de álbuns alternativos. Também conquistou uma colocação entre os dez mais bem-sucedidos em várias outras nações em sua primeira semana de vendas e comercializou, até ao início de 2016, mais de seiscentos mil exemplares em âmbito global.
Apesar de não se ter apresentado em programas televisivos nem ter realizado uma excursão promocional para o disco nas semanas que precederam o seu lançamento, a artista promoveu-o com o lançamento de alguns singles: o primeiro deles, "High by the Beach", foi lançado em 10 de agosto e recebeu aclamação dos críticos musicais. Comercialmente, no entanto, não obteve o mesmo reconhecimento. Posteriormente, foram disponibilizados como singles promocionais as faixas homônima e "Terrence Loves You", ambos bem-recebidos pelos críticos contemporâneos, mas verdadeiros fracassos comerciais. "Music to Watch Boys to" foi lançado como o segundo single do disco no dia 11 de setembro e, embora elogiado pelos especialistas, não obteve êxito comercial. Ao longo do segundo semestre de 2016, Del Rey realizou uma excursão por festivais nos continentes europeu e americano. Até à data, o seu último concerto foi realizado em novembro.

## Antecedentes
Eu sempre quero tirar vantagem de quando me sinto inspirada, porque não me sinto assim o tempo todo. O ponto de partida [para a elaboração de Honeymoon] foi o término do álbum anterior. Não me sentia cansada, ainda sentia-me inspirada. Não pensei que seria um álbum inteiramente novo, mas no início de 2015 eu havia escrito três quartos de um disco, e [percebi que] poderia transformar isso em um verdadeiro álbum.

— Lana Del Rey explicando a rápida evolução de seu trabalho em entrevista concedida a Zane Lowe, do programa de rádio Beats 1.
Dias após o lançamento de seu terceiro disco de inéditas, Ultraviolence (2014), Del Rey tornou público o seu interesse em lançar um novo material. Inicialmente, a cantora apenas pretendia relançar Ultraviolence, mas, em dezembro de 2014, a intérprete revelou em entrevista à revista Galore Magazine que estava trabalhando em um projeto subsequente com os seus colaboradores de longa data, Dan Heath e Rick Nowels. A intérprete mencionou que teve uma ideia completamente distinta para um novo disco logo após liberar Ultraviolence e decidiu explorar o novo conceito. Um mês depois, a cantora revelou o título do projeto em entrevista para a Billboard; a artista também mencionou que havia concluído cerca de nove canções para o disco e afirmou ter desenvolvido a ideia do novo trabalho logo após o lançamento de Ultraviolence. Del Rey também revelou que incluiria um cover de "Don't Let Me Be Misunderstood" (1964), de Nina Simone, e que Honeymoon: "É muito diferente do último e mais parecido com os dois primeiros, Born to Die e Paradise (...) Está crescendo em algo de que eu realmente gosto. Eu estou meio que gostando de afundar nesse sentimento mais noir para esse novo. Tem sido ótimo".
No mesmo mês, a artista revelou em entrevista ao Los Angeles Times o título de uma das canções do projeto, "Music to Watch Boys to", e mais tarde o disc jockey (DJ) britânico Mark Ronson — responsável pela produção do êxito de Amy Winehouse, Back to Black (2006), e pelos trabalhos de Adele, Christina Aguilera e Paul McCartney — divulgou ter-se reunido com Lana Del Rey. "Farei algumas gravações com Lana Del Rey, achei um estúdio bacana em Los Angeles. Ela tem algumas músicas e eu disse que tenho ideias de demos", disse ele. Entretanto, Ronson afirmou posteriormente que as sessões em estúdio com a artista não foram produtivas. A produção do disco foi, então, assumida por Kieron Menzies, Rick Nowels e a própria intérprete. As sessões de gravação ocorreram em estúdios nos Estados Unidos. Todas as canções foram fonografadas no The Green Building, na Califórnia, a exceção de "Salvatore" e "Swan Song", cuja gravação foi realizada no Electric Lady Studios, em Nova Iorque. Todo o processo de masterização de áudio foi efetuado no Gateway Mastering Studios, em Portland, Maine.

## Lançamento e encarte

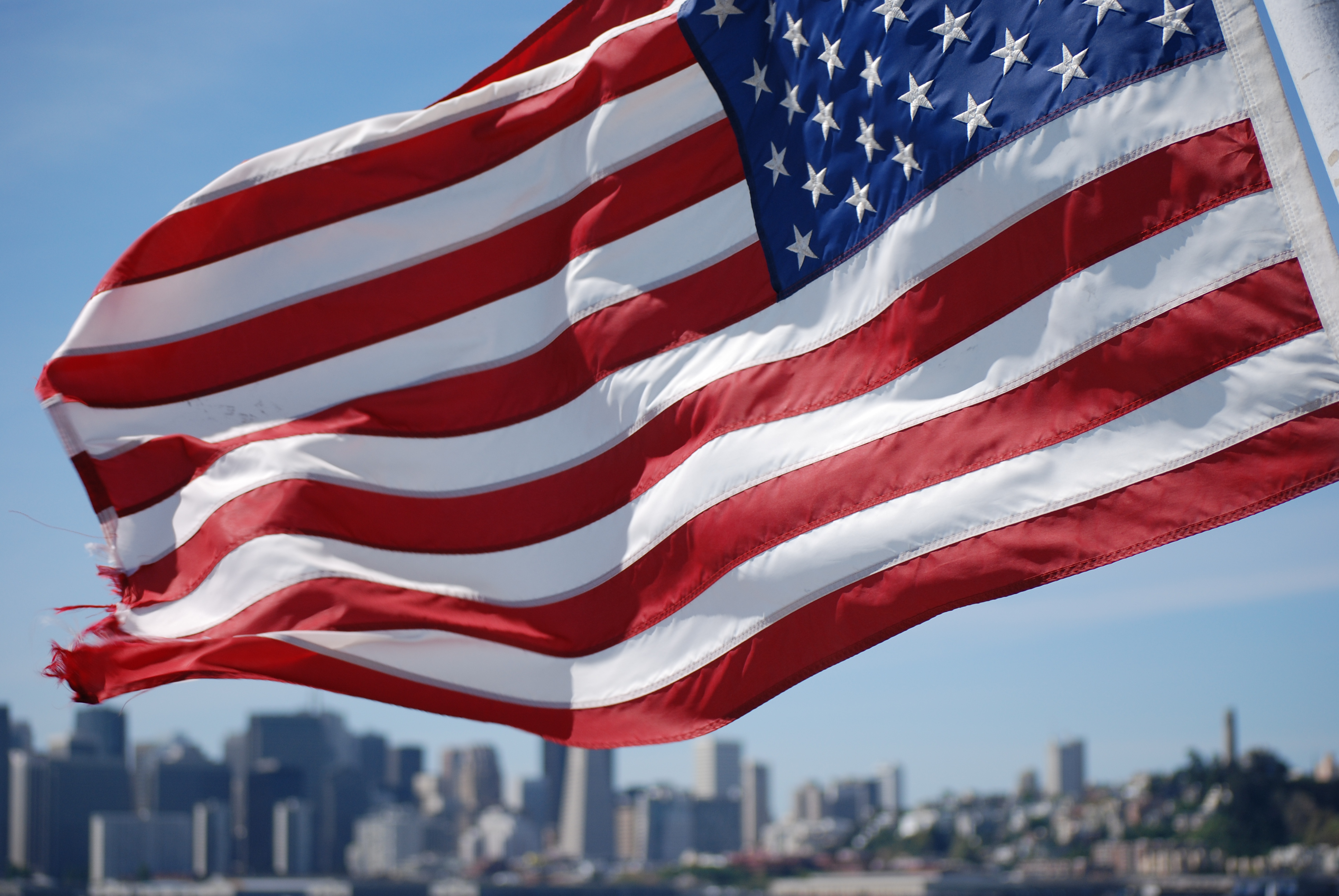
Observou-se nas cores utilizadas na arte de capa do disco — o vermelho, o branco e o azul — uma referência à bandeira dos Estados Unidos

As primeiras informações sobre o lançamento do sucessor de Ultraviolence foram divulgadas pela própria Del Rey em dezembro de 2014, enquanto que no mês seguinte a artista revelou que o disco seria intitulado de Honeymoon. Numa entrevista concedida a James Franco, ela explicou o motivo pelo qual escolheu tal título para nomear o projeto: "É a palavra que resume o sonho definitivo. Quero dizer, a vida é uma lua de mel. A vida, o amor, o paraíso, as liberdades… Isso é para sempre". Durante um concerto que realizara em Washington, nos Estados Unidos, em maio de 2015, Del Rey revelou que o mês previsto para o lançamento da obra era setembro. Meses depois, em 14 de agosto, por meio de seu perfil no Instagram, a cantora confirmou a data em que o material seria liberado. Em 20 do mesmo mês, ela revelou a lista de faixas do material e, no dia seguinte, divulgou a capa do CD, na qual aparece em um carro da Starline Tours, empresa de turismo especializada em passeios por Los Angeles. Registrada por Neil Krug, a imagem a caracteriza de forma pensativa e usando uma camiseta branca, óculos de sol e chapéu cor de rosa. Acima de Del Rey, é visto o seu nome escrito de cor vermelha e letra maiúscula, enquanto o título do álbum está escrito de cor azul e posicionado abaixo do nome da cantora. As cores utilizadas foram notadas como uma referência à bandeira dos Estados Unidos. No veículo, vê-se um número telefônico parcialmente encoberto, que forneceu atualizações semanais sobre Honeymoon. Mike Wass, do site Idolator, descreveu a imagem como um trocadilho inteligente que sintetiza a obsessão de Del Rey pela fama. O encarte do projeto — em sua maior parte registrado por Chuck Grant, irmã de Del Rey, e revelado em 12 de setembro por meio do Twitter das lojas Urban Outfitters — consiste em fotografias da artista posando como uma turista excursionando por locais de Hollywood, bem como de paisagens ensolaradas que contêm partes das letras das canções, e foi descrito pela revista Rolling Stone como uma das obras mais visualmente atraentes da intérprete.
Considerado um dos mais aguardados de 2015, Honeymoon foi lançado em formato físico e digital em lojas internacionais e virtuais, como Amazon.com, sendo que nos Estados Unidos o site Urban Outfitters disponibilizou uma versão exclusiva da obra em formato de vinil, que contém um livreto com dezesseis páginas e cuja arte de capa difere da versão padrão. Nesta, a ilustração exibe somente o rosto de Del Rey, que está olhando inexpressivamente para a câmera. O seu nome é visto na parte superior e o título do álbum na parte inferior, ambos ao centro e estilizados com letras maiúsculas e de cor vermelha. Tal edição apenas foi comercializada em outras regiões do planeta por meio do site da Universal Music. Disponibilizado para vendas antecipadas on-line em 21 de agosto, o disco assumiu a liderança da iTunes Store de 24 países, incluindo os Estados Unidos, Reino Unido e Brasil, em apenas algumas horas. Aqueles que efetuaram a compra do material antecipadamente no iTunes receberam-no uma semana antes de seu lançamento, em 11 de setembro. Além disso, a loja Amoeba Music, de Los Angeles, comercializou Honeymoon previamente, em 17 de setembro, durante três horas. O lançamento oficial do disco ocorreu no dia seguinte, através de gravadoras subsidiárias da Universal Music. Nos Estados Unidos, Canadá e França, foi comercializado sob o selo da Interscope Records. Na Austrália, Brasil e Polônia, a distribuição ficou a cargo da própria Universal, enquanto no Reino Unido, Portugal, Nova Zelândia, entre outros, a editora discográfica responsável foi a Polydor Records e na Alemanha, a Vertigo Records.

## Composição

### Temas e influências na composição
Ao anunciar o lançamento do disco, Del Rey referiu-se ao mesmo como muito diferente de Ultraviolence e mais parecido com Born to Die e Paradise. Em diversas entrevistas, a cantora revelou o seu interesse em desenvolver um disco influenciado pela "grande era de jazz" e contendo "refrões majestosos, coros, orquestras, [e] atmosferas que evocam os anos 1950 com um toque soft grunge", e caracterizou o novo trabalho como "retrô-futurístico". Numa entrevista concedida à revista Interview, Del Rey explicou o porquê de atribuir-lhe tal descrição, comentando que, inicialmente, o material foi concebido como um disco de jazz, mas ela e os seus produtores resolveram encaixar influências da música trap em algumas faixas, o que lhe conferiu tal sonoridade.
Em termos de composição musical, Honeymoon é considero um híbrido de todos os estilos abordados por Del Rey ao longo de sua carreira. Descrito como cinematográfico e melancólico, é um registro de gênero barroco pop, que incorpora elementos da música trap, jazz, blues, country, rock e dream pop. Notou-se que a sua produção minimalista apresenta o trabalho de instrumentos musicais variados, tais como sintetizadores discretos, linhas de guitarra que ecoam, saxofones, tambores e bateria, enquanto os vocais sobrepostos da artista são caracterizados por suspiros e sussurros que lhes conferem certa sensualidade. Liricamente, as faixas exploram temas comuns à discografia da artista, como romances torturados, a amargura, a luxúria, reflexões sobre a fama e o uso recreativo de drogas. A cantora, no entanto, definiu o projeto como menos autobiográfico que os seus discos prévios e "mais surreal, ao estilo 'Lucy In The Sky With Diamonds'", referindo-se à "fase mais LSD" dos Beatles. Trata-se também, ainda segundo Del Rey, sobre o anti-voyeurismo e o escapismo. Durante o processo criativo do disco, a cantora influenciou-se por escritores e músicos como Allen Ginsberg, Emily Dickinson, Miles Davis, The Moody Blues, Leonard Cohen, Bob Dylan, bem como pelo surrealismo das obras de Pablo Picasso e Federico Fellini.
Várias canções fazem referências a artistas que Del Rey escutara durante a elaboração do material. Em "Music to Watch Boys to", Del Rey evoca o poema "Nothing Gold Can Stay" (1923), escrito por Robert Frost; em "Terrence Loves You", a cantora menciona Major Tom, em referência ao personagem fictício criado pelo britânico David Bowie e que aparece em canções como "Space Oddity" (1969); em "God Knows I Tried", ela faz referência ao disco Hotel California (1976), do grupo The Eagles; em "Religion", à canção "Lay Lady Lay" (1969), do americano Bob Dylan; e em "The Blackest Day", à conterrânea Billie Holiday. Além disso, faz parte do alinhamento das faixas um interlúdio em que Del Rey recita um poema de T. S. Eliot. Observou-se também diversas referências à Califórnia, especialmente em faixas como "Freak" e "Honeymoon", nas quais Del Rey, respectivamente, convida o seu amante a dirigir-se à Califórnia e menciona Wilshire e Pico Boulevard. O jornalista Ian Romford, do site Richer Sounds, notou influências da atmosfera sessentista da música de Scott Walker, da música trip hop do grupo Portishead, de Nina Simone e Bowie.

### Conteúdo e estrutura musical
Com sonoridade situada algures entre Born to Die e Ultraviolence, de acordo com Alexandra Pollard, do site Gigwise, o disco inicia-se com a faixa homônima, uma balada de estilos barroco pop e soul, cuja instrumentação consiste em cordas melodramáticas e acordes de piano, e o seu conteúdo lírico, em uma relação amorosa arruinada. O segundo número, "Music to Watch Boys To", é uma canção dream pop de andamento moderado que apresenta vocais fortemente reverberados, bem como o trabalho de tambores, piano, congas e flautas em sua instrumentação. Liricamente, reflete uma mulher com dupla personalidade envolvida em um relacionamento destrutivo. "Terrence Loves You" é uma faixa jazz, que se inicia com linhas de guitarra elétrica e apresenta notas de piano e cordas, bem como de saxofone no refrão. Nela, lamenta-se o fim de um romance. Quarta faixa, "God Knows I Tried" é uma canção country blues à base da guitarra elétrica, que contém efeitos semelhantes ao som produzido por cigarras, enquanto a sua letra reflete os lados negativos da fama.
"High by the Beach" introduz batidas trap ao trabalho e atmosfera mais otimista em relação às precedentes. Uma canção de gênero pop, apresenta influências de estilos hip hop e trip hop, presentes em Born to Die, segundo álbum de estúdio de Del Rey, possui andamento acelerado e o trabalho de sintetizadores e Roland TR-808 em sua produção, bem como efeitos sonoros eletrônicos que produzem o som de bipes de forma constante durante o refrão. Liricamente, Del Rey expressa apenas estar interessada em relaxar na praia após o fim de um relacionamento que a estava fazendo mal. O sexto tema, "Freak", prossegue com as influências trap de sua antecessora e foi comparada às canções de The Weeknd. Iniciando-se com linhas de metais, a sua instrumentação é concretizada com acordes de baixo que ecoam, saxofone, bateria Roland TR-808 e efeitos de sons de cigarras, enquanto Del Rey celebra, com os seus vocais sussurrantes, a Califórnia e se autodescreve como uma aberração, convidando o seu companheiro a ser como ela. "Art Deco" é uma balada de música jazz, que apresenta batidas trip hop, sintetizadores e saxofone, sendo comparada à canção "Pendulum", de FKA Twigs. Em termos líricos, reflete acerca de um talento incompreendido e, segundo alguns críticos, refere-se à cantora americana Azealia Banks. Del Rey, no entanto, negou tais especulações.
O oitavo tema trata-se de um interlúdio intitulado "Burnt Norton (Interlude)", em que Del Rey recita o primeiro poema da compilação Four Quartets, escrita por T. S. Eliot. Nele, reflete-se a ideia de tempo presente. "Religion", a faixa seguinte, apresenta acordes de violão, violinos, tambores e ritmo quase tribal, e foi descrita como uma reminiscência de "Money Power Glory", de Ultraviolence. Notada pela autodepreciação de suas letras, a obra reflete a devoção e obsessão da cantora para com o seu amante. Décima faixa, "Salvatore" é uma canção de estilos jazz à maneira Frank Sinatra e barroco pop, que se inicia com o som de flautas e apresenta violinos, tambores, instrumentos de cordas ao estilo valsa e versos cantados em italiano, que evocam "a Itália dos anos 1940", bem como um misterioso som que recorda os prantos de um homem. Liricamente, foi descrita como uma sequela de "Summertime Sadness" (2012), de Born to Die, e reflete o amor e a saudade que a artista sente de seu amante. "The Blackest Day" é uma balada pós-rompimento em que Del Rey expressa o seu sentimento de luto. Iniciando-se com um arranjo musical escasso, a canção apresenta riffs de guitarra discretos, lentas batidas trip hop e arranjos de cordas obscuros em seu refrão. Décima-segunda faixa, "24" é uma canção de andamento moderado e inspirada pela música flamenca, e apresenta maracas, castanholas, trompetes espanhóis, guitarra e instrumentos orquestrais. Nela, a intérprete encontra-se vingativa e aborrecida com um amante que apenas lhe contava mentiras. "Swan Song" apresenta lentas batidas minimalistas e letras em que Del Rey deixa explícito o escapismo, relatando o seu desejo de fugir de todas as suas responsabilidades e cogitando a possibilidade de não cantar novamente. O seu título e letra fazem alusão à lendária narrativa "Canção do Cisne". O álbum encerra-se com "Don't Let Me Be Misunderstood", canção originalmente interpretada por Nina Simone, em 1964, e cuja letra reflete uma pessoa com boas intenções, mas que sempre é mal entendida. A regravação possui a sonoridade melodramática de Hollywood dos anos 1960 e riffs de órgão e vocais reverberados.

## Crítica profissional
| Críticas profissionais | Críticas profissionais |
| Pontuações agregadas   | Pontuações agregadas   |
| Fonte                  | Avaliação              |
| ---------------------- | ---------------------- |
| Metacritic             | 78/100                 |
| Avaliações da crítica  |                        |
| Fonte                  | Avaliação              |
| AllMusic               | [ 96 ]                 |
| Daily Mail             | [ 97 ]                 |
| Drowned In Sound       | [ 98 ]                 |
| Evening Standard       | [ 99 ]                 |
| Entertainment Weekly   | (B+)                   |
| Gigwise                | [ 61 ]                 |
| Pitchfork Media        | (7.5/10)               |
| Slant Magazine         | [ 83 ]                 |
| PopMatters             | [ 102 ]                |
| The Daily Telegraph    | [ 44 ]                 |
| Rolling Stone          | [ 47 ]                 |

Após o seu lançamento, Honeymoon recebeu análises predominantemente positivas dos profissionais especializados. No agregador de resenhas Metacritic, que estabelece uma média de até cem pontos com base nas avaliações dos críticos musicais, o álbum obteve 78 pontos de aprovação, que foram baseados em 31 resenhas recolhidas, o que indica "análises geralmente positivas". No banco de dados AllMusic, Stephen Thomas Erlewine atribuiu ao disco três estrelas e meia de cinco permitidas, descrevendo-o como "confortavelmente melancólico" e "o mais completo de Del Rey até então" e elogiando-a por abandonar a "sobrecarregada dor existencial de seus primeiros álbuns" e por suas "melodias escassas e arranjos austeros", que o fazem aproximar-se de algo "triunfante". Shaun Tandon, do portal Yahoo! News, aclamou o trabalho e a artista em sua análise, escrevendo: "[Em Honeymoon], Del Rey volta à sonoridade obscura e cinematográfica que a converteram em uma das sensações mais originais e complexas do cenário pop atual (...), combinando o glamour das estrelas da Era preto-e-branco do cinema com a sensualidade de uma supermodelo, mas com uma vulnerabilidade constantemente perceptível".
No tabloide britânico Evening Standard, Richard Godwin atribuiu ao registro cinco estrelas de cinco permitidas, prezando a transição musical apresentada em relação a Ultraviolence, as influências da música de John Barry, as referências visuais que retomam a avenida Mulholland Drive e, nas palavras do próprio, a ambição da artista, comentando: "Embora Del Rey tenha capturado todo este ambiente sonoro desde que surgiu com 'Video Games', em 2011, ela ainda não estava inteiramente preparada para o sustentar como faz neste disco". Godwin pronunciou-se positivamente sobre a imagem da artista, proclamando: "Quaisquer dúvidas que persistam sobre Lana Del Rey ser a estrela pop mais cativante do planeta são dissipadas em apenas trinta inimagináveis segundos de Honeymoon". Adrian Thrills, do periódico Daily Mail, também classificou a obra com a sua pontuação máxima, reconhecendo o amadurecimento de Del Rey em termos líricos.
Harriet Gibsone, do periódico britânico The Guardian, descreveu o disco como "naturalmente autoindulgente" e "o mais sofisticado e refinado álbum de Del Rey até então", enquanto Tom Doyle, da revista Mojo, nomeou-o o seu melhor disco. Já Melissa Maerz realizou uma análise mista para o Entertainment Weekly. Embora o tenha elogiado por legitimar a autenticidade de Del Rey como uma artista, considerou "o ritmo incansavelmente letárgico" e "os lamentos melancólicos" de quase todas as faixas um fator prejudicial à "apreciação das nuances sutis, dos arranjos ou das sátiras autoconsciente de suas letras". Sam C. Mac, da revista Slant, prezou o álbum pela abordagem minimalista de algumas de suas canções, porém, criticou a sua desuniformidade, descrevendo-o como o primeiro trabalho não-dinâmico da artista. Neil McCormick, do The Daily Telegraph, no entanto, aclamou a obra em sua análise; McCormick alcunhou-a de "deslumbrante" e "um estudo narcisista sobre a infelicidade". Na página on-line MuuMuse, Bradley Stern escreveu: "Honeymoon é um retorno ao som orquestral e ao estilo jazz de Born to Die e Paradise. Mas, diferentemente de seus dois primeiros discos, distancia-se de Emile Haynie — que assumiu a produção de seus discos prévios e os possibilitou tocar nas rádios —, e não almeja produzir hits (...) O álbum é o mais intimamente elaborado de Del Rey". Sean Adams, do site Drowned In Sound, premiou o disco com nove estrelas em uma escala de dez e afirmou: "[Com Honeymoon], Del Rey encontrou o seu próprio estilo e está a conduzi-lo. É incrível ver alguém tão livre liderando".
No site da revista Rolling Stone, Brittany Spanos descreveu Honeymoon como "enigmático" e um "regresso ao que Del Rey sabe fazer de melhor", enfatizando "os arranjos de cordas cinematográficos e mal-humorados". Krug finalizou: "Sejam quais forem as suas intenções, elas originaram as suas músicas mais genuinamente arrebatadoras de sempre". Andy Baber, da revista eletrônica MusicOMH, adjetivou-o de "meditativo e cinematográfico" e relembrou as críticas recebidas pela intérprete em relação à sua autenticidade em 2012, escrevendo: "Várias matérias foram escritas sobre Del Rey e a sua 'imagem', mas o seu mais novo trabalho finalmente nos ajuda a compreender a mulher por trás de sua persona. E é por isso mesmo que Honeymoon é o seu projeto mais completo até à data". Mário Lopes, do periódico português Público, elogiou-o por sua "música de espectros arrancada a standards jazz de orquestrações opulentas, ritmo em câmara lenta e uma voz que se ergue sobre a instrumentação como se esta não existisse — a voz, ora gélida, ora vaporosa, sobrevoa o som como se este tivesse chegado depois para cobrir aquilo que as palavras, e o tom com que são ditas, sugeria", mas lamentou o fato de parte do disco "não conseguir manter o feitiço", distanciando-se da sonoridade obscura "para ceder a uma ideia de canção vagamente alinhada com o estrépito pop da década de 1980". Lopes finalizou: "Temos por certo, igualmente, que Honeymoon podia ser um grande álbum. É uma pena que Lana Del Rey não tenha escolhido manter-se entre as sombras. A luz não lhe faz bem", atribuindo ao conjunto três estrelas e meia.
Jessica Hopper, do Pitchfork Media, descreveu-o como "obscuro" e observou que o disco oscila entre a fantasia e a realidade melancolicamente de uma faixa à outra. A editora reconheceu que Del Rey aproxima-se de sua verdadeira identidade como musicista com o material, relatando: "Em seus lançamentos prévios, tem-se a sensação de que houve intensas tentativas para se encontrar um contexto pop para a voz da artista, mas ambos estavam debilitados, e Honeymoon foi concebido para corrigir isto". Jon Caramanica, do periódico americano The New York Times, encontrou no trabalho uma artista "nova e refinada" transformando "o que antes era forçado e planejado" em algo "natural". Caramanica prosseguiu: "Juntos, [Del Rey, Kieron Menzies e Rick Nowels] chegaram a uma solução para um problema que assombrava Del Rey em seus dois primeiros álbuns, Born to Die (2012) e Ultraviolence, lançado no ano passado. Em Born to Die, especialmente, ela foi frustrada pelas ambições de seus produtores. Lana ainda estava instável como uma personagem e a produção exuberante, muitas vezes fragmentada, deixou à mostra este seu lado. Agora, ela está firme e decidida (...) Talvez, Honeymoon seja o primeiro grande álbum-prisão do século XXI, em que a sua cela é a vida de celebridade e todas as críticas que a acompanha".

## Singles
O primeiro single do disco, "High by the Beach", foi lançado no dia 10 de agosto de 2015. O tema foi aclamado pelos críticos musicais, os quais o descreveram como um dos melhores e mais cativantes lançamentos de Del Rey até então. Estreou na 51.ª posição da principal tabela de canções americana, a Billboard Hot 100, com mais de 67 mil downloads realizados em sua primeira semana de vendas. O vídeo musical relativo à canção foi revelado na plataforma Vevo em 13 de agosto. Na gravação, que atingiu mais de doze milhões de visualizações em pouco mais de uma semana, Del Rey explode com uma arma de fogo o helicóptero de um paparazzo que a insistia em assedia-la em sua residência na praia.
Em 21 de agosto, foi divulgado o áudio de "Terrence Loves You", o primeiro single promocional do material. Assim como o antecessor, a obra foi louvada pelos profissionais especializados, que prezaram a sua melodia de estilo jazz e os vocais melancólicos da artista. Em 7 de setembro, a faixa homônima, cujo áudio havia sido divulgado on-line meses antes e, à época, alcançara o topo da Billboard Twitter Tracks, foi lançada como a segunda gravação promocional do material. Similarmente aos seus lançamentos prévios, foi ovacionada pelos críticos musicais, os quais a descreveram como cinematográfica e a mais grandiosa e ambiciosa canção lançada por Del Rey em toda a sua carreira. "Music to Watch Boys to" foi lançado como o segundo single do disco em 11 do mesmo mês e recebeu análises positivas da mídia especializada. O seu vídeo promocional foi lançado em 30 de setembro e exibe Del Rey deitada em uma cadeira de praia ouvindo suas músicas e observando rapazes jogando basquete — em uma clara alusão ao título da obra —, bem como imagens suas e de garotas sorridentes rodopiando na água.
"Freak" teve um videoclipe lançado em 9 de fevereiro de 2016, no qual a cantora contracena com o músico compatriota Father John Misty e as garotas que estrelaram o de "Music to Watch Boys to". A produção, cuja duração é superior a dez minutos, estreou em uma cerimônia realizada no Wiltern Theatre, em Los Angeles, e foi exibida a uma plateia repleta de admiradores da cantora; horas depois, foi disponibilizada no perfil de Del Rey na plataforma Vevo. A gravação apresenta a intérprete e John Misty tendo alucinações após consumirem LSD, bem como cenas do casal com as supracitadas garotas rodopiando em um ambiente aquático, enquanto "Clair de Lune" (1905), do compositor Claude Debussy, é tocada.

## Promoção
Lana Del Rey iniciou a promoção de Honeymoon entre o final de 2014 e o início de 2015 por meio de diversas entrevistas em que revelara detalhes sobre o projeto. A cantora também utilizou as redes sociais para promover o material, com a publicação de fotos suas durante as gravações de futuros vídeos musicais. Em 24 de maio, a intérprete anunciou em um concerto de sua turnê americana, a The Endless Summer Tour, o mês previsto para o lançamento do trabalho. Além disso, disponibilizou para vendas naquela mesma noite livretos que continham as letras das canções de seus álbuns anteriores, bem como as de "Honeymoon", a faixa homônima do novo material. Semanas depois, Del Rey apresentou as linhas de abertura da mesma canção em um show realizado em West Palm Beach, na Flórida, e disponibilizou uma imagem ornada por flores que continha a sua letra completa em seu perfil no Instagram. Além disso, criou um perfil na mesma rede social com o título do disco, "Honeymoon", por meio do qual revelou excertos do videoclipe da faixa-título. Um vídeo com o áudio da gravação foi disponibilizado um mês depois por Del Rey no site YouTube. Nele, a musicista aparece deitada sobre a grama próxima a uma estrada, mas as cenas são posteriormente substituídas pela supracitada imagem com a letra da canção.
Em 14 de agosto, a artista publicou uma fotografia na mesma rede social de um outdoor com uma imagem sua — que  mais tarde foi confirmada ser a arte de capa de Honeymoon — colocado sobre uma filial da rede de restaurantes Mel's Drive-In, em São Francisco, e utilizou como legenda a data de lançamento do disco. O processo de divulgação do projeto teve continuidade com o lançamento de seu primeiro single, "High by the Beach", e o promocional "Terrence Loves You", no mesmo mês, bem como um teaser de um vídeo musical com a instrumentação de abertura desta última canção, no qual aparece a ser fotografada por um homem em um carro. Também foi utilizado para a promoção do material o número disponibilizado na arte de capa do CD, o qual fornecerá atualizações semanais sobre o mesmo. Quando ativado, o número apresenta uma gravação com uma mensagem da própria artista e, em seguida, permite escolher entre ouvir a faixa-título do trabalho, "Terrence Loves You", uma palestra sobre as origens do universo de Lawrence Krauss, ou uma palestra de Elon Musk no TED. Em 8 de setembro, a artista voltou a utilizar as mídias sociais para revelar uma gravação de pouco mais de três minutos com trechos de vídeos musicais com efeitos vintage e estilo Super-8, e demonstrações de áudio das canções "Music to Watch Boys To" e "Freak", então inéditas, bem como de "High by the Beach" e "Terrence Loves You", lançadas anteriormente. No dia 12, o álbum foi disponibilizado inteira e exclusivamente para audição no site das lojas Urban Outfitters, no qual também foi lançada uma promoção em que os clientes do serviço que adquirissem o material antecipadamente no evento receberiam uma litografia exclusiva da artista. Três dias mais tarde, a faixa "Salvatore" foi transmitida pela primeira vez em uma estação radiofônica, por meio do programa Huw Stephens da BBC Radio 1.

### Apresentações ao vivo
Em 22 de setembro de 2015, Del Rey apresentou pela primeira vez uma canção de Honeymoon por completo ao vivo. Durante um programa de entrevista na BBC Radio 1, a cantora interpretou "High by the Beach", "Honeymoon" e "Terrence Loves You". Essa foi a sua única performance em 2015 após o lançamento do disco, em setembro. Meses antes, Del Rey realizou uma excursão pela América do Norte, chamada The Endless Summer Tour, para promover Ultraviolence, e não mais excursionou pelo resto do ano. Em 9 de fevereiro de 2016, executou a faixa-título do disco em uma cerimônia realizada no teatro The Wiltern, em Los Angeles, durante a estreia do vídeo musical do single "Freak".
Somente em março a americana anunciou a sua participação em diversos festivais pelos continentes europeu e americano. O seu primeiro concerto entre os anunciados foi realizado no festival Orange, em Varsóvia, Polônia, no dia 3 de junho. As apresentações foram, em sua maioria, bem recebidas pelos críticos especializados. Sobre o supracitado concerto em território polonês, por exemplo, Paweł Piotrowicz, repórter do periódico local Onet, comentou: "A maior estrela [do festival] foi, naturalmente, Lana Del Rey". Piotrowicz ressaltou o "repertório melancólico, porém, cativante" da apresentação e prosseguiu: "O medo de palco de Del Rey é quase um nitído, mas, desta vez, não o pudemos ver". No dia 9 do mês seguinte, ela esteve no TW Classic, em Werchter, Bélgica. Para esse concerto, a intérprete adicionou coreografias em algumas canções e incluiu duas dançarinas que também são vocalistas de apoio — que também a acompanhavam em seus shows posteriores. Apesar das novidades, a sua apresentação não foi bem recebida nem pelo público nem pelos críticos. Toon Heylen, editor da revista belga Knack Focus, por exemplo, classificou a sua passagem como "decepcionante", enquanto Peter Vantyghem, da publicação diária De Standaard, apesar de elogiá-la e classificá-la com quatro pontos em uma escala de cinco, relatou a negativa reação do público quanto à artista: "Dificilmente aplausos". Um dia depois, Lana Del Rey esteve no Park Live Festival, na Otkrytie Arena, em Moscou, Rússia.
No dia 13 daquele mês, a cantora participou do festival de Jazz de Montreux, Suíça. Em contraste com a apresentação em Werchter, o público suíço a recebeu calorosamente, tal qual os críticos. Lukas Rüttimann, do portal Blick, descreveu-a como: "Confiante, tranquila e carismática — a americana mostrou que amadureceu como uma Diva", ao passo que Ueli Bernays, do Neue Zürcher Zeitung, nomeou-a como um dos destaques do festival. A pedido da plateia, Del Rey executou pela primeira vez ao vivo trechos a capella da faixa "Salvatore". Dois dias mais tarde, a artista apresentou-se no festival Moon ans Stars, em Locarno, também em território suíço. Usando um vestido branco e margaridas em seu cabelo, onde foi uma vez mais recebida bem pela plateia e pelos críticos, com um editor do Corriere del Ticino elogiando os seus vocais "suaves e graves" e descrevendo a ocasião como: "A noite de Lana Del Rey e Aloe Blacc [outro participante do festival]". No dia 17, apresentou-se no Vieilles Charrues, em Carhaix-Plouguer, França. Hélène C., do site Virgin Radio, descreveu o seu concerto como "fascinante", enquanto redatores do periódico Le Télégramme comentaram: "Uma cantora genuína ou um simples produto do mercado? Quando Lana Del Rey ascendeu à fama com 'Video Games' em 2011 colocou-se esta questão. Carhaix tinha a resposta noite passada (...) Vocalmente impecável [e] sorridente (...), Del Rey levou o público do Vieilles Charrues ao seu universo (...) Um momento mágico". Em 19 do mesmo mês, participou do festival Rockwave, em Malakasa, Grécia. No dia 23, apresentou-se no festival Monte-Carlo Sporting Summer e participou do 68.º Baile da Cruz Vermelha, ambos em Mônaco, uma vez mais na França.
No dia 28, a musicista apresentou-se na 25.ª edição do Lollapalooza, realizada no Grant Park, em Chicago, Estados Unidos. Principal atração do primeiro dia, a sua atuação foi aclamada pelos críticos musicais. Joe Lynch, da revista Billboard, por exemplo, escreveu: "É incrível imaginar que um artista cuja primeira apresentação foi catastrófica — lembra-se de sua veementemente criticada aparição no Saturday Night Live em 2012? — se tenha transformado em um dos atos ao vivo mais vocalmente confiantes e visualmente atraentes dos circuitos dos festivais. Lana demonstrou dominar a arte de seus espetáculos — todo o cenário e movimento transmite sutilmente a atmosfera americana dos anos 1950 e início dos anos 1960 que encharca as suas canções". A apresentação de Del Rey foi nomeada a sexta melhor do festival de 2016. Greg Kot, do jornal Chicago Tribune, declarou: "A reação [do público quanto à cantora] é fora do normal, e esperava-se menos vindo de uma cantora cruelmente ridicularizada após uma apresentação no Saturday Night Live há alguns anos em uma espécie de anticarisma que não pode ser facilmente descartado (...) Em um line-up com fortes artistas femininas, Lana se destaca. Há algo inegavelmente fascinante sobre isso — e algo ainda mais aterrorizante". No dia seguinte, ela participou do Osheaga Music and Arts, em Montreal, Quebec, Canadá. Usando um curto vestido amarelo e uma coroa de flores em seu cabelo, Del Rey foi recebida calorosamente pela plateia, mas dividiu os críticos com a sua apresentação. Enquanto Émilie Côté, do La Presse, elogiou-a por mostrar-se "fortemente confiante" e "cativar o público", enquanto John Williams, do Toronto Sun, descreveu a sua performance como "decepcionante", escrevendo: "Del Rey exibiu mais uma teatralidade barata do que presença de palco e animação (...) O grande momento [o encerramento do festival] parecia engoli-la, uma vez que ela não conseguiu se conectar com a multidão". Em 7 de agosto, Del Rey executou o show de encerramento do terceiro dia do Outside Lands, em São Francisco, Califórnia.
Em 28 de agosto, a cantora apresentou-se na edição de estreia do festival Ohana, em Dana Point, Califórnia, Estados Unidos. Em 4 de setembro, cantou no festival Electric Picnic, em Stradbally, no Condado de Laois, Irlanda. A intérprete encerrou a sua excursão em 20 de novembro, na Cidade do México, onde se apresentou como principal atração do segundo dia do festival Corona Capital. Del Rey foi uma das atrações principais anunciadas para a primeira edição do Lollapalooza Colômbia, previsto para ser realizado entre os dias 17 e 18 de setembro, em Bogotá, mas devido à desistência de um artista desconhecido a cerimônia foi cancelada. Ela se apresentaria também no festival Live Out, em Monterrei, México, em 1º de outubro, mas cancelou a sua aparição devido a imprevistos.

## Alinhamento das faixas
Todas as canções foram escritas por Del Rey e Rick Nowels, sendo que "High by the Beach" contou com o auxílio de Kieron Menzies. As outras exceções são "Don't Let Me Be Misunderstood", composta por Bennie Benjamin, Gloria Caldwell e Sol Marcus e originalmente interpretada por Nina Simone, em 1964; e "Burnt Norton", que trata-se de um poema escrito por T. S. Eliot. A produção de todas as faixas ficou responsável por Del Rey, Nowels e Menzies.
| N.º            | Título                          | Duração |  |
| 1.             | "Honeymoon"                     | 5:50    |  |
| 2.             | "Music to Watch Boys to"        | 4:51    |  |
| 3.             | "Terrence Loves You"            | 4:51    |  |
| 4.             | "God Knows I Tried"             | 4:40    |  |
| 5.             | "High by the Beach"             | 4:18    |  |
| 6.             | "Freak"                         | 4:55    |  |
| 7.             | "Art Deco"                      | 4:55    |  |
| 8.             | "Burnt Norton" (Interlude)      | 1:21    |  |
| 9.             | "Religion"                      | 5:23    |  |
| 10.            | "Salvatore"                     | 4:41    |  |
| 11.            | "The Blackest Day"              | 6:05    |  |
| 12.            | "24"                            | 4:55    |  |
| 13.            | "Swan Song"                     | 5:23    |  |
| 14.            | "Don't Let Me Be Misunderstood" | 3:01    |  |
| Duração total: | Duração total:                  | 65:06   |  |

## Créditos
Lista-se abaixo os profissionais envolvidos na elaboração de Honeymoon, de acordo com o site AllMusic:
| - Lana Del Rey: vocal principal, vocal de apoio, produção, composição, narração (faixa oito), mellotron - Rick Nowels: produção, composição, mellotron, baixo, celesta, piano Rhodes, guitarras acústica e elétrica, instrumentos de sopro, teclas, cordas e percussão, órgão, piano, sintetizadores - Kieron Menzies: produção, composição, engenharia musical, percussão, baixo, loops, bateria, efeitos sonoros, mixagem, sintetizadores - Derek "DJA" Allen: percussão - Rusty Anderson: guitarra elétrica - Adam Ayan: masterização de áudio - Bennie Benjamin; Gloria Caldwell; Keefus Ciancia; Sol Marcus e T.S. Eliot: composição - Chris Garcia e Nicolas Essig: engenharia musical - Leon Michels: flauta, sintetizador, sintetizador Roland Juno-106 | - Emerson Day; Iris Sofia; Josh Tyrrell e Phil Joly: assistência de engenharia musical - Curt Bisquera: bateria - Brian Griffin: bateria, percussão, congas - Patrick Warren: efeitos sonoros, instrumentos de sopro e cordas, piano, sintetizador, fagote, flauta, clarinete, harmônio, Kantele, oboé, orquestração - Trevor Yasuda: efeitos sonoros, engenharia - David Levita: Dulcimer, guitarra elétrica - Roger Joseph Manning, Jr.: baixo, Omnichord - Chuck Grant: direção de arte, fotografia - Neil Krug: fotografias - Markus Karlsson e Mat Maitland: design |

## Desempenho comercial
Devido à ausência de divulgação em programas televisivos — algo que o seu antecessor, Ultraviolence, também experimentou —, Honeymoon registrou desempenho comercial extremamente inferior aos trabalhos precedentes de Del Rey. Ainda assim, as estimativas do site Hits Daily Double, divulgadas em 19 de setembro, apontavam para a estreia do disco na primeira posição da Billboard 200, nos Estados Unidos, com cerca de 110-115 mil cópias comercializadas. Em 21 do mesmo mês, o lançamento inesperado do disco What a Time to Be Alive, um projeto colaborativo do rapper canadense Drake com o americano Future, levou a Billboard a cogitar a estreia de Honeymoon em segundo lugar, com vendas inferiores a 120 mil unidades. Como previsto pela revista, o disco conseguiu estrear na vice-liderança da tabela, com mais de 116 mil unidades vendidas. Desse total, 90,5% corresponderam às compras físicas e digitais do produto e os 9,5% restantes, às audições realizadas em serviços streamings e às vendas de suas faixas. Consequentemente, tornou-se o lançamento com a segunda melhor semana de estreia de Del Rey em território americano, atrás apenas de Ultraviolence, que alcançara o topo da supracitada parada em 2014 ao vender 182 mil cópias. A obra apenas perdeu o primeiro lugar para What a Time to Be Alive, que comercializou 375 mil unidades. Aqueles números, no entanto, foram suficientes para colocá-lo na posição máxima da tabela de álbuns alternativos. No Canadá, Honeymoon vendeu quinze mil réplicas em sua semana de lançamento e estreou em terceiro lugar na tabela canandense de álbuns.
Na Europa, as vendas de Honeymoon também foram afetadas por sua não-promoção. No Reino Unido, por exemplo, converteu-se no primeiro lançamento de Del Rey a não estrear na primeira posição da parada britânica. Com 28391 exemplares exportados em seus primeiros sete dias de distribuição, acabou por alcançar a vice-liderança, atrás de Rattle That Lock, do britânico David Gilmour, que vendeu 20 mil unidades a mais. Em dezembro, foi condecorado com um certificado de prata pela British Phonographic Industry em referências às vendas de 70 mil cópias no Reino Unido. Honeymoon também estreou na vice-liderança da tabela escocesa Scottish Singles and Albums Charts, uma vez mais impedido por Rattle That Lock de alcançar o ápice, feito este que se repetiu nas regiões de Flandres e Valônia, na Bélgica, e em território italiano. Na França, onde a americana estabeleceu recordes de vendas com a estreia de Born to Die, em fevereiro de 2012, Honeymoon atingiu a 3ª colocação da lista compilada pela Syndicat National de l'Édition Phonographique (SNEP), com pouco mais de 11 mil compras realizadas. Devido ao declínio de suas vendas para pouco mais de quatro mil cópias — 60% a menos em relação à semana anterior —, o disco caiu para o 7º lugar em 5 de outubro e encerrou 2015 com 35 mil cópias comercializadas em território francês. Na Noruega, onde Born to Die e Ultraviolence estrearam em 1º lugar em 2012 e 2014, respectivamente, Honeymoon debutou no 7º posto, em 27 de setembro. Apesar de ter-se alçado à sexta colocação na semana seguinte, tornou-se o primeiro álbum da artista a não alcançar as cinco primeiras posições da VG-Lista, a tabela oficial do país.
O mesmo foi registrado na Dinamarca. Lá, alcançou a sétima posição, ao passo que Born to Die e Ultraviolence atingiram o terceiro e primeiro lugares da IFPI Dinamarca, em 2012 e 2014, respectivamente. Na Finlândia, a discrepância foi ainda maior. Enquanto Ultraviolence estreou em primeiro lugar em 2014, Honeymoon alcançou a 12ª colocação. Consequentemente, converteu-se no primeiro disco de Del Rey a não obter uma colocação entre as dez primeiras posições (Born to Die estreou em quinto lugar, em 2012). Em contrapartida, uniu-se a Born to Die na Irlanda, onde conquistou a primeira colocação — um feito não atingido por seu antecessor. Em Portugal, o material alcançou a segunda colocação, tornando-se o seu disco mais bem-sucedido na tabela compilada pela empresa Associação Fonográfica Portuguesa — Born to Die e Ultraviolence alcançaram a terceira posição em seus respectivos anos de lançamento. Assim foi também na Suécia, onde, ao estrear em 3ª colocação na tabela da empresa Grammofon Leverantörernas Förening (GLF), conquistou a melhor posição alcançada por Del Rey no país, superando Ultraviolence e Born to Die, que chegaram às posições de número 6 e 14, respectivamente. Na Grécia, Honeymoon iniciou o seu percurso na tabela oficial do país em nono lugar na edição de 28 de setembro. Após quatro semanas, em 22 de outubro, ascendeu ao ápice, convertendo-se no terceiro lançamento da artista a culminar em território grego.
Nos países latino-americanos, o disco registrou desempenho moderado. No México, alcançou o segundo lugar da tabela de álbuns do país, atrás somente de En Vivo, dos grupos Kabah e OV7. No Brasil foi premiado com o certificado de ouro da empresa Pro-Música Brasil (PMB) em reconhecimento às vendas de 20 mil exemplares no país. Na Argentina, alcançou a oitava colocação em sua primeira semana de vendas. Sete dias mais tarde, subiu para a quinta, encerrando o mês de setembro como o 7º mais comprado neste período de acordo com a Cámara Argentina de Productores de Fonogramas y Videogramas (CAPIF). Na Oceania, converteu-se no terceiro trabalho de estúdio da cantora a debutar no primeiro lugar da ARIA Charts, em território australiano, enquanto na neozelandesa Official New Zealand Music Chart foi ultrapassado por Gilmour com o seu supracitado disco. Na Ásia, alcançou o 5º posto da tabela Gaon, da Coreia do Sul, em sua versão voltada somente a álbuns internacionais, tendo vendido 552 cópias em seus dois primeiros meses de comercialização, enquanto em Taiwan o material atingiu o ápice da G-Music em sua estreia. Mundialmente, o conjunto conquistou uma colocação entre os cinco primeiros lugares em diversas outras nações e comercializou mais de 600 mil unidades até ao começo de 2016.
| País — Tabela musical (2015—16)           | Posição de pico |
| ----------------------------------------- | --------------- |
| Alemanha (GfK Entertainment Charts)       | 4               |
| Argentina (CAPIF)                         | 5               |
| Austrália (ARIA Charts)                   | 1               |
| Áustria (Ö3 Austria Top 40)               | 4               |
| Bélgica (Ultratop 50 de Flandres)         | 2               |
| Bélgica (Ultratop 40 de Valônia)          | 2               |
| Canadá (Canadian Albums Chart)            | 3               |
| Coreia do Sul (Gaon International Albums) | 5               |
| Croácia (HDU)                             | 3               |
| Dinamarca (Hitlisten)                     | 7               |
| Escócia (OCC)                             | 2               |
| Espanha (PROMUSICAE)                      | 4               |
| Estados Unidos (Billboard 200)            | 2               |
| Estados Unidos (Digital Albums)           | 2               |
| Estados Unidos (Top Alternative Albums)   | 1               |
| Estados Unidos (Top Tastemaker Albums)    | 1               |
| Finlândia (IFPI Finlândia)                | 12              |
| França (SNEP)                             | 3               |
| Grécia (IFPI Grécia)                      | 1               |
| Hungria (MAHASZ)                          | 14              |
| Irlanda (IRMA)                            | 1               |
| Itália (FIMI)                             | 2               |
| Japão (Oricon)                            | 100             |
| México (AMPROFON)                         | 2               |
| Noruega (VG-lista)                        | 6               |
| Nova Zelândia (Recorded Music NZ)         | 2               |
| Países Baixos (MegaCharts)                | 5               |
| Polônia (ZPAV)                            | 3               |
| Portugal (AFP)                            | 2               |
| Reino Unido (UK Albums Chart)             | 2               |
| Rússia (Рмч)                              | 6               |
| Suécia (Sverigetopplistan)                | 3               |
| Suíça (Schweizer Hitparade)               | 3               |
| Taiwan (G-Music)                          | 1               |

| País — Tabela musical (2015)        | Posição |
| ----------------------------------- | ------- |
| Austrália (ARIA Charts)             | 74      |
| Bélgica (Ultratop 50 de Flandres)   | 75      |
| Bélgica (Ultratop 40 da Valônia)    | 72      |
| Estados Unidos (Billboard 200)      | 165     |
| Estados Unidos (Alternative Albums) | 16      |
| França (SNEP)                       | 101     |
| México (AMPROFON)                   | 57      |
| Reino Unido (UK Albums Chart)       | 100     |
| Suíça (Schweizer Hitparade)         | 77      |
| País — Tabela musical (2016)        | Posição |
| Estados Unidos (Alternative Albums) | 39      |

| Região | Certificação | Vendas  |
| --- | ------------ | ------- |
| Brasil (Pro-Música Brasil) | Ouro         | 40,000* |
| França (SNEP) | Ouro         | 50,000* |
| Polônia (ZPAV) | Platina      | 20,000‡ |
| Reino Unido (BPI) | Ouro         | 126,078 |
| *números de vendas baseados somente na certificação ^distribuições baseadas apenas na certificação ‡vendas+valores de streaming baseados somente na certificação |              |         |

## Histórico de lançamento
Honeymoon foi editado em formatos CD, LP e download digital e lançado no mundo inteiro entre os dias 18 de setembro e 9 de outubro de 2015 através da gravadora Universal Music e suas afiliadas, como a Vertigo, Polydor e Interscope Records. No Brasil, o disco foi primeiramente lançado em formato digital, em 18 de setembro, e editado em formato físico apenas no dia 25. Noutros países, como França e Portugal, a versão LP apenas foi disponibilizada semanas após o lançamento oficial dos formatos CD e download. Em 20 de novembro, foi editada uma caixa coletânea em território americano, contendo quatro litografias exclusivas. Essa versão foi disponibilizada entre 4 e 11 de dezembro em França, Portugal e Alemanha.
| País           | Data                   | Formato                  | Gravadora  |
| -------------- | ---------------------- | ------------------------ | ---------- |
| Alemanha       | 18 de setembro de 2015 | CD, LP, download digital | Vertigo    |
| Austrália      | 18 de setembro de 2015 | CD, LP, download digital | Universal  |
| Brasil         | 18 de setembro de 2015 | Download digital         | Universal  |
| Canadá         | 18 de setembro de 2015 | CD, download digital     | Universal  |
| Estados Unidos | 18 de setembro de 2015 | CD, LP, download digital | Interscope |
| Espanha        | 18 de setembro de 2015 | CD, LP, download digital | Polydor    |
| França         | 18 de setembro de 2015 | CD, download digital     | Polydor    |
| Itália         | 18 de setembro de 2015 | CD, download digital     | Polydor    |
| Portugal       | 18 de setembro de 2015 | CD, LP, download digital | Universal  |
| Polônia        | 18 de setembro de 2015 | CD, download digital     | Universal  |
| Reino Unido    | 18 de setembro de 2015 | CD, LP, download digital | Polydor    |
| Ucrânia        | 18 de setembro de 2015 | CD                       | Polydor    |
| Brasil         | 25 de setembro de 2015 | CD                       | Universal  |
| Canadá         | 25 de setembro de 2015 | LP                       | Universal  |
| Japão          | 25 de setembro de 2015 | CD                       | Interscope |
| Israel         | 30 de setembro de 2015 | CD                       | Interscope |
| França         | 30 de setembro de 2015 | LP                       | Polydor    |
| Itália         | 2 de outubro de 2015   | LP                       | Polydor    |
| Portugal       | 9 de outubro de 2015   | LP                       | Universal  |
| Estados Unidos | 20 de novembro de 2015 | Caixa coletânea          | Interscope |
| França         | 4 de dezembro de 2015  | Caixa coletânea          | Polydor    |
| Portugal       | 10 de dezembro de 2015 | Caixa coletânea          | Universal  |
| Alemanha       | 11 de dezembro de 2015 | Caixa coletânea          | Vertigo    |